# 中華航空206號班機空難
中華航空206號班機空難、是1970年發生於台灣台北市的客機墜毀事故。

## 事故經過
1970年8月12日，中華航空206號班機（使用日本航空機製造YS-11、註冊編號B-156）由花蓮機場飛往臺北松山機場。因天候導致能見度不佳，在松山機場進場失敗，墜毀於機場西側的山林中（推測在圓山大飯店附近）。
該班次搭載26名乘客及5名機組人員。事故共造成12名乘客及2名機組人員死亡、17人輕重傷。機上4名日本籍乘客全部死亡，包含當時22歲的寶塚歌劇團花組明日之星清月輝（日语：清月輝）。

## 事故之後
華航並未因此事故停用航班編號。在1977年5月的時刻表中，206號航班仍為每日由花蓮飛往台北的其中一次航班，唯當時改用波音737執行該次航班。

## 外部連結
- 事故概況 （页面存档备份，存于）（英文）
- Air Disaster DatabaseArchive.today的存檔，存档日期2012-07-19（英文）
- YSー11二代華航的初代家族